# Nemilkov (zámek)
Zámek Nemilkov se nachází ve vsi Nemilkov, části obce Velhartice, okres Klatovy. Leží asi 20 km jižně od Klatov, 2 km západně od Velhartic na levém břehu řeky Ostružné. Je v soukromém vlastnictví a je přístupný veřejnosti. Od roku 1964 je chráněn jako kulturní památka.

## Historie
Místo, na kterém dnes stojí zámek, se připomíná poprvé jako zemanská tvrz v roce 1382. Tehdy zde zemřel Ctibor Loveček a o pozůstalost po něm se ucházel Pešík z Nemilkova. Druhá část vsi byla součástí velhartického panství. Na začátku 16. století byl majitelem zemanského statku Jan z Nemilkova. V polovině 16. století musel Adam Lev z Rožmitálu rozprodat své panství Velhartice, které už zadlužené zdědil po Zdeňkovi Lvovi z Rožmitálu. Nemilkov koupil Jan Bohuchval z Hrádku († 1595) a tvrz nechal přestavět na renesanční zámek. Z této doby se dochovala psaníčková sgrafita, objevená při opravách zámku v roce 1942. Na konci 16. století získal statek Jan Czernin z Chudenic, ale v roce 1616 ho prodal Petru Sudovi Lukavskému z Řenče. Po Bílé hoře byl tehdejším držitelům Nemilkova Lukavským z Řenče majetek zabaven a následně prodán za symbolickou cenu císařskému generálovi Martinovi de Hoeff-Huerta. Jeho dědička Anna Marie z Donína ho prodala v roce 1649 Jaroslavovi Jáchymovi Kocovi z Dobrše. V následujících stoletích měl zámek celou řadu majitelů, barokně byl dostavěn za Kateřiny Khuen Belasi. V roce 1802 (nebo už 1800) jej získal Martin Bartoloměj Schreiner. Rod Schreinerů jej pak držel až do roku 1945. Za doby jejich vlastnictví byl zámek několikrát upravován, největší dostavbou bylo klasicistní křídlo se čtyřmi hostinskými pokoji. Zajímavostí je, že zde rodina Schreinerů hospodařila v kuse stopadesát let, vystřídaly se zde čtyři generace. Po 2. světové válce byl poslední majitel Georg odsunut do Německa a celý objekt převzal nejprve MNV Nemilkov a posléze JZD. K posledním úpravám došlo v roce 1962. Zámek pomalu chátral, od roku 1989 byl i s přilehlými budovami a pozemky v rukou několika vlastníků, ale nikdy nebyl přístupný veřejnosti. V roce 2016 zámek našel nové majitele, rodiny Kaplanovu a Hagerovu, začal se opravovat a byl zpřístupněn veřejnosti.

## Popis

### Zámek
Budova zámku, stojící v severozápadní části poplužního dvora, je zděná patrová, částečně podsklepená. O složitém stavebním vývoji svědčí její půdorys, který má tvar blízký tvaru latinského kříže. Stavba je složená ze čtyř nestejně širokých a dlouhých křídel obdélníkového tvaru, s oplechovanou hranolovou věží nad severním křídlem.
Nejstaršími jsou křídlo jihozápadní a střední část zámku, které obsahují renesanční zdivo. Z této doby pocházejí psaníčková sgrafita na fasádě i hamrované dveře do kaple či reprezentační místnosti v přízemí nebo křížové hřebínky na stropech a ve výklencích.
Letopočet vytesaný na vstupním portálu 1798, je rokem příchodu rodiny Schreinerů na nemilkovské panství. Kolem roku 1847 vzniklo severozápadní křídlo - v přízemí provozní a v patře hostinské pokoje.
Nejmladší západní křídlo je současně i nejdelší.

### Kašna
Na nádvoří zámku se nachází kamenná kašna s letopočtem 1849. Nádrž má čtvercový půdorys a její stěny tvoří žulové desky. Uprostřed kašny je umístěn válcový pilířek, který vrcholí mísou s motivem mušle. Na bocích mísy ústí chrliče.

### Park
Park obdélného tvaru, který k zámku patřil, byl z větší části lesní školkou. Jen malá část byla upravena jako park krajinářského typu. Dnes je zčásti využíván jako fotbalové hřiště, část je zarostlá převážně listnatými stromy, z nichž jen některé jsou pravděpodobně staré 150 let. Zbytek je využíván pro chov dobytka. Park je na jižní, východní a severní straně ohrazen zbytky plné kamenné zdi, asi 1 m vysoké.

### Pivovar a lihovar
Existenci nemilkovského pivovaru a stejně tak zemanského statku můžeme předpokládat již v roce 1382. V době, kdy pivovar vlastnili Schreinerové, byl většinou v pronájmu. Průměrný roční výstav kolem 800 hl ho řadil k menším. Roku 1837 začal souběžně s pivovarem fungovat také lihovar. Tehdejší majitel statku Adolf Schreiner nechal koupit vyřazenou parní lokomotivu. Její kotel byl zazděn v těsné blízkosti pivovaru a tím se stal prvním pivovarem s parním pohonem na Klatovsku. Ale ani tohle vylepšení nepomohlo a kvůli konkurenčním pivovarům v Čachrově, Březí a Malonicích, které mu nakonec „zlomily vaz“, byl v roce 1905 jeho provoz definitivně ukončen. Prostory pivovaru nadále využíval lépe prosperující lihovar, který vydržel do poslední dekády 20. století. Na konci roku 2012 byl celý objekt včetně dochovaného technického vybavení zbořen, zbyl jen vysoký cihlový komín. Demolici povolil sušický odbor památkové péče.

## Zajímavosti
V době kdy zámek vlastnili Schreinerové, hospodářské budovy i pozemky obklopující samotný nemilkovský zámek sloužily k potřebám lesní školky. Pokud stromky přežily zdejší drsnější klima, uchytily se již kdekoliv jinde. Proto také stromy z Nemilkova rostou po celé Evropě.
Zajímavá je také malířská výzdoba, v jedné místnosti jsou znázorněny velkostatky v držení rodiny Schreinerů, kaple jsou opatřeny iluzivní kresbou.
V nejstarší části zámku je vybudován tzv. osvětlovací krbík, ve kterém hořela louč nebo svíčky, protože v tomto prostoru nebylo umístěno žádné okno.
Překvapivé jsou neuskutečněné úvahy posledního majitele nemilkovského statku z rodu Schreinerů Georga z počátku 40. let 20. století. Ten zvažoval prodej Nemilkova Ferdinandu Menčíkovi, synovci Tomáše Bati. Tak se z nemilkovského statku mohla stát továrna na výrobu bot, pobočka zlínského obuvnického impéria.

## Galerie

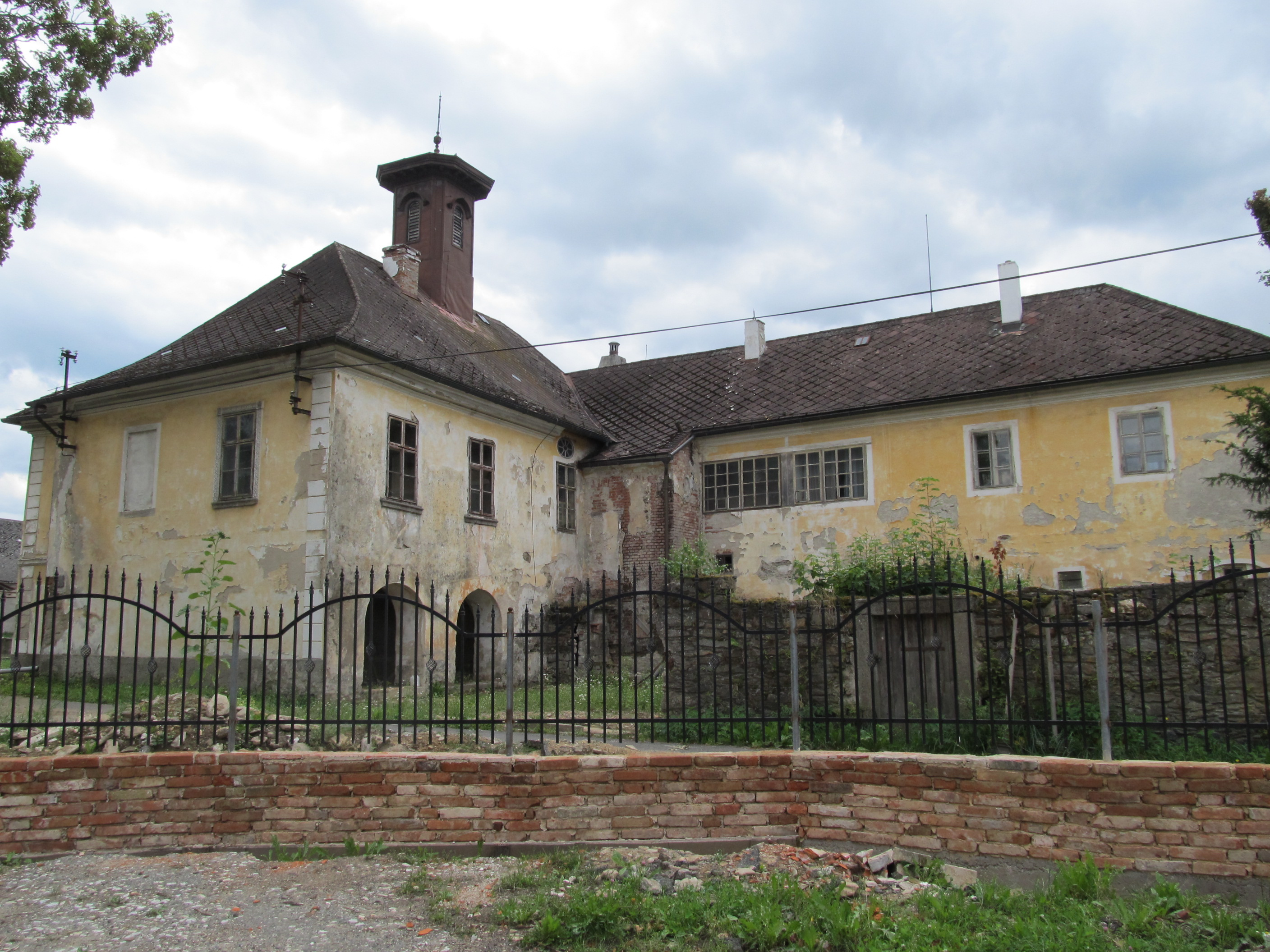
Zámek Nemilkov
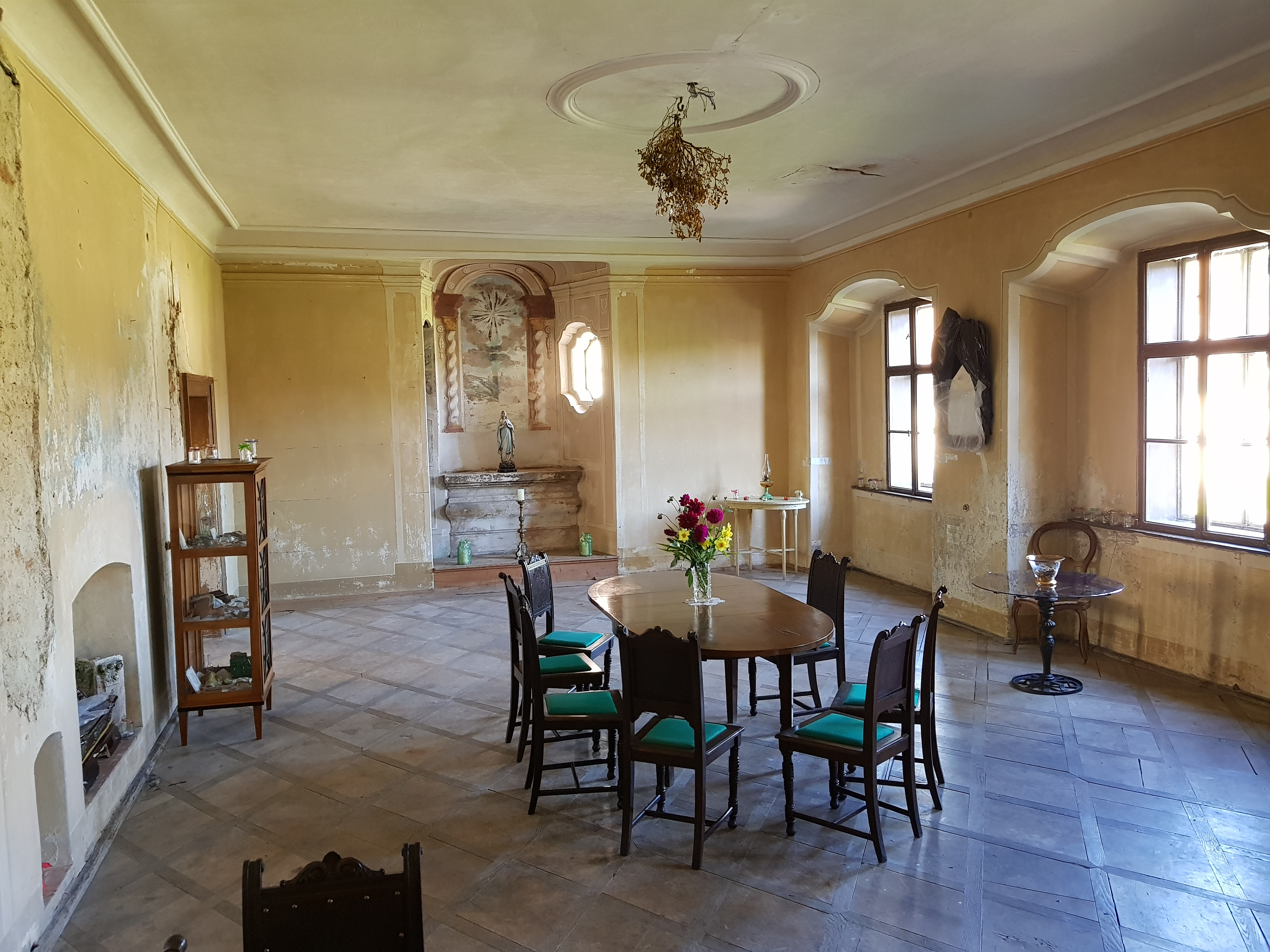
Interiéry zámku
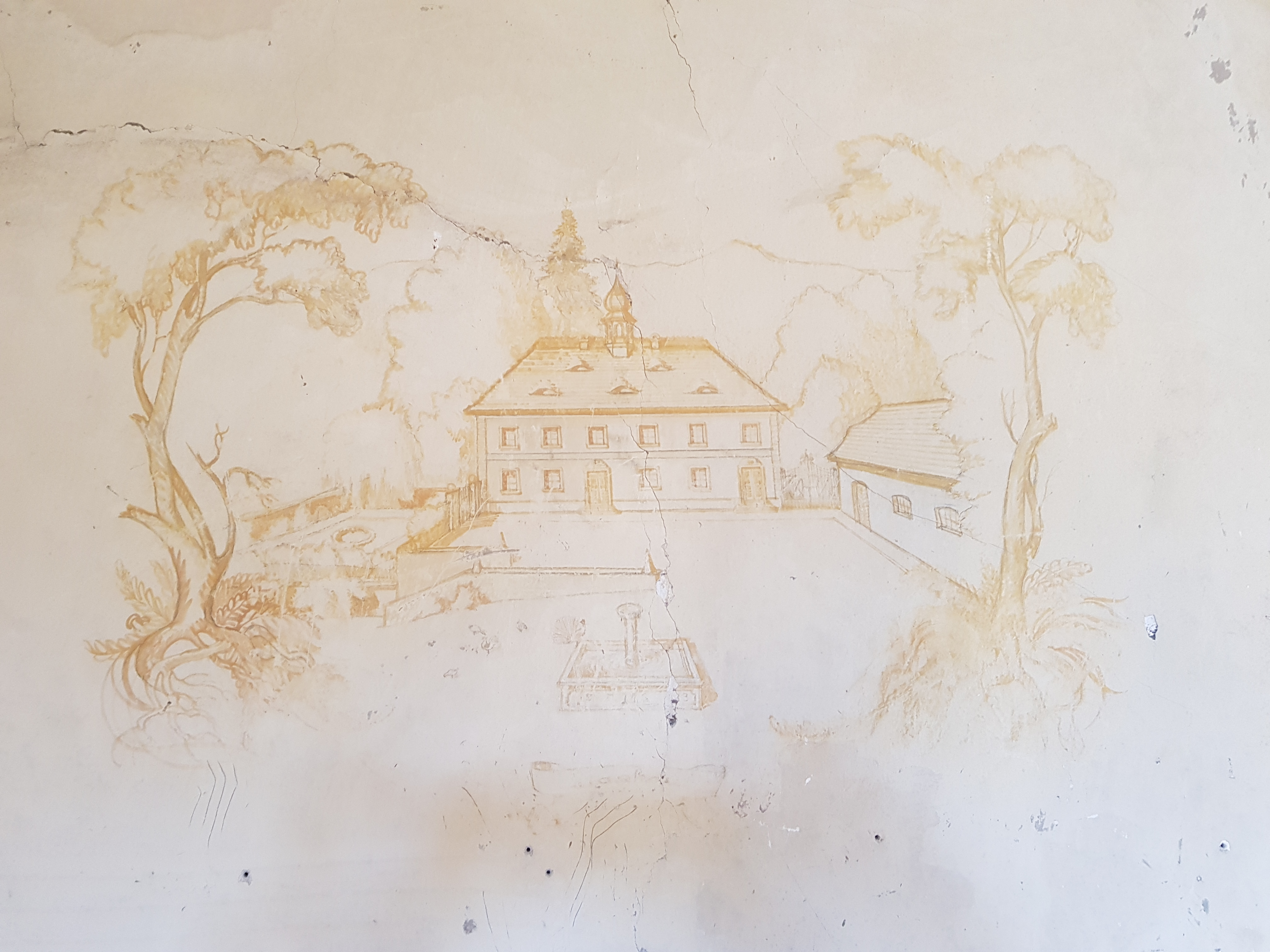
Vyobrazení v interiéru zámku
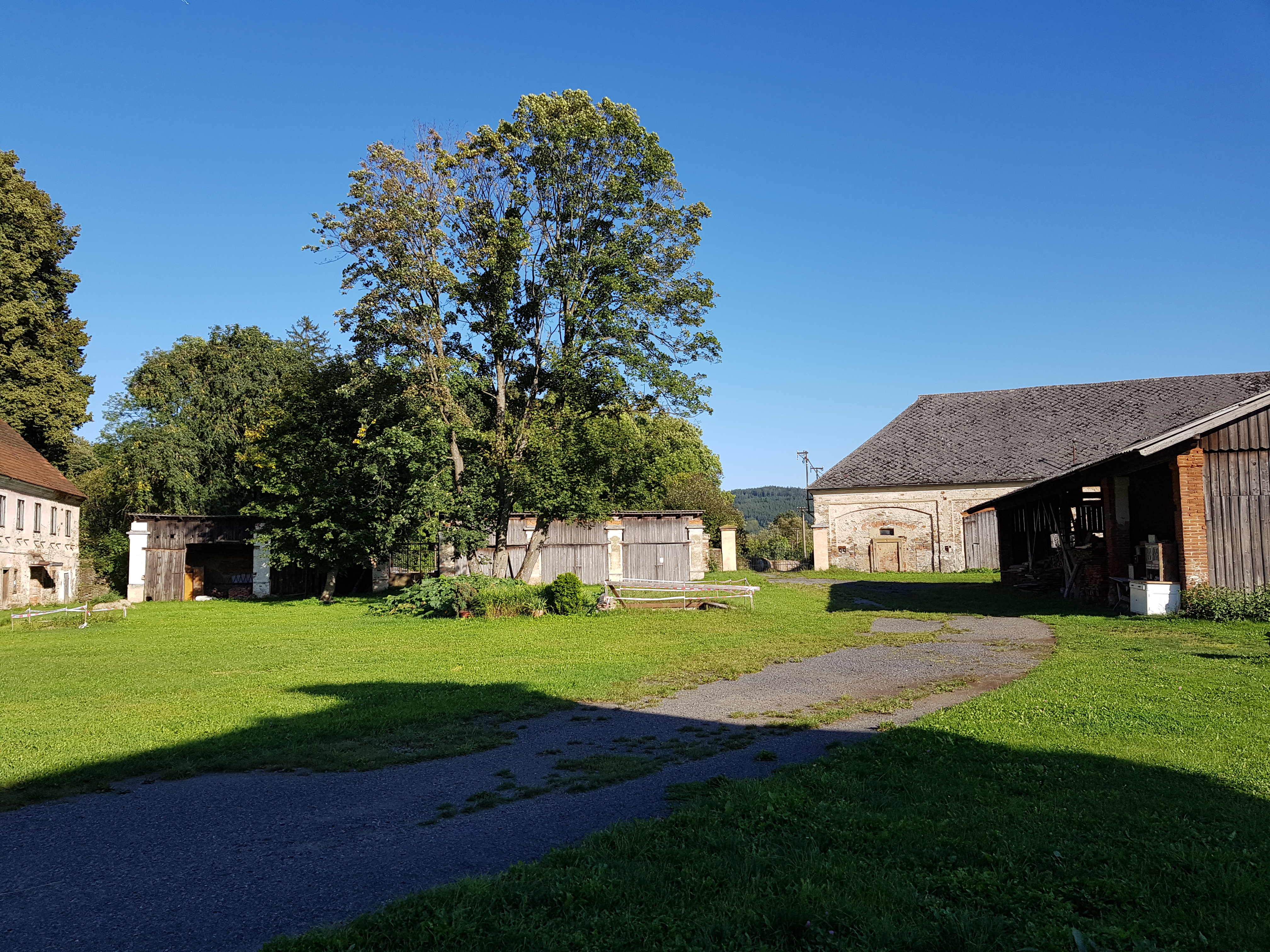
Zámecký dvůr
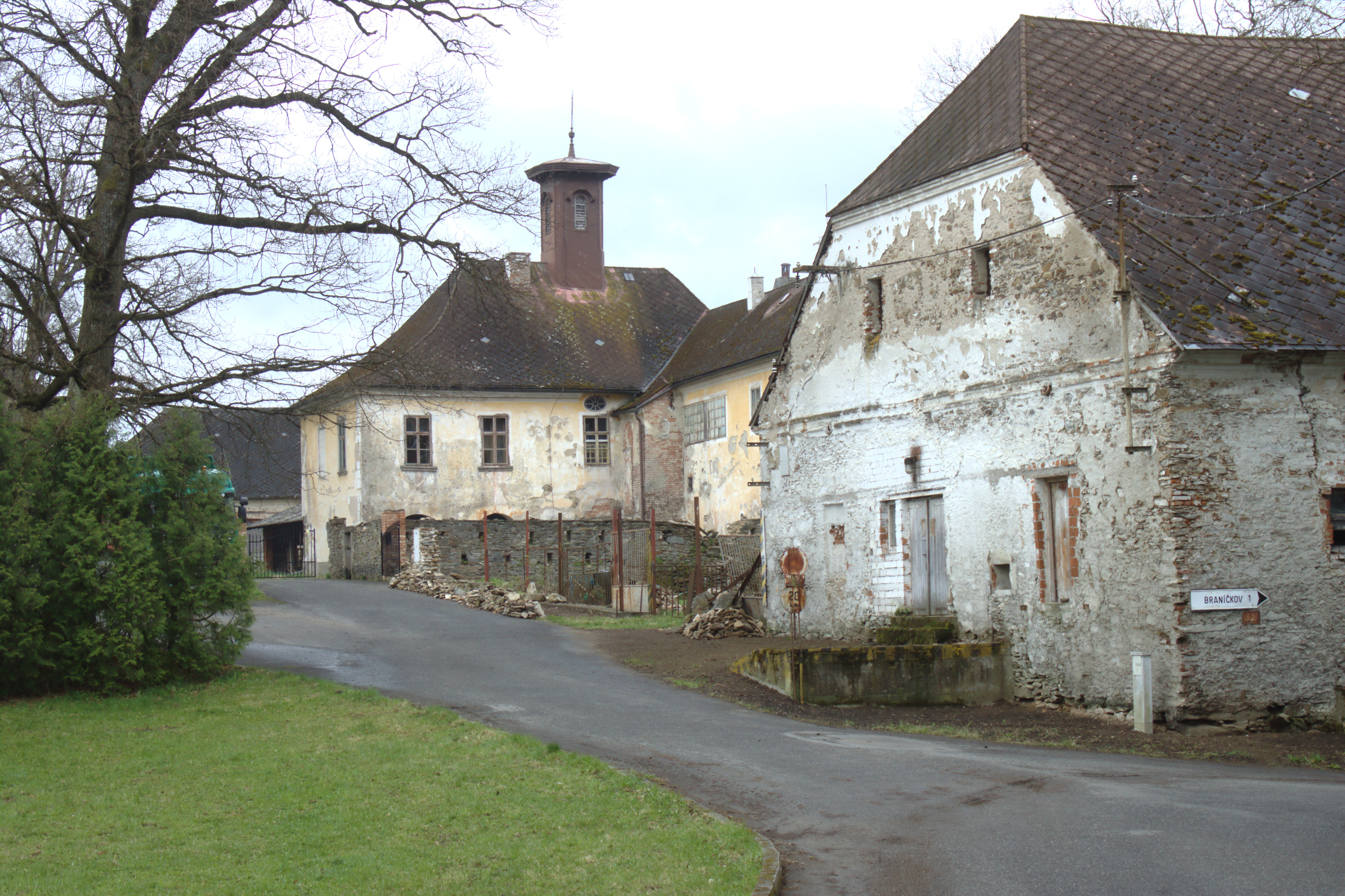
Mlýn u zámku